# Allium brussalisii
Allium brussalisii är en amaryllisväxtart som beskrevs av Dimitrios B. Tzanoudakis och Kypr. Allium brussalisii ingår i släktet lökar, och familjen amaryllisväxter.
Artens utbredningsområde är Grekland. Inga underarter finns listade i Catalogue of Life.